# Ellidshøj Sogn
Ellidshøj Sogn er et sogn i Aalborg Vestre Provsti (Aalborg Stift).
I 1800-tallet var Svenstrup Sogn anneks til Ellidshøj Sogn. Begge sogne hørte til Hornum Herred i Ålborg Amt. Ellidshøj-Svenstrup sognekommune blev ved kommunalreformen i 1970 indlemmet i Aalborg Kommune.
I Ellidshøj Sogn ligger Ellidshøj Kirke.
I sognet findes følgende autoriserede stednavne:
- Annerup (bebyggelse, ejerlav)
- Bonderup (bebyggelse, ejerlav)
- Ellidshøj (bebyggelse, ejerlav)
- Ellidshøj Vesterhede (bebyggelse)
- Ellidshøj Østerkær (bebyggelse)
- Holmehuse (bebyggelse)
- Klæstrupholm (bebyggelse)
- Tværhøje (areal)
- Vesterheden (bebyggelse)
- Østerkæret (bebyggelse)